# つぼみ堂模型店
つぼみ堂模型店は、かつて東京都文京区大塚仲町にあった日本の鉄道模型メーカーである。開業時店主は西川勝一氏。主に16番ゲージの真鍮製鉄道模型を製造、販売していた。

## 概要
Oゲージ、16番ゲージの真鍮製鉄道模型を製造、販売していた。天賞堂が輸出用製品で培われた技術を活用した高級志向だったのに対して鉄道模型社等と同じく普及製品の価格帯の製品だった。ディティールパーツはロストワックスを使用せず直流避雷器やパンタグラフの碍子等は挽き物で台車や床下機器はドロップフォージングで構成されていた。
木曽森林鉄道のボールドウィン製蒸気機関車のような小型の車輌等を製品化しており、定評があった。後に国鉄EH10形電気機関車、国鉄EF60形電気機関車のような電気機関車も販売した。国鉄型の蒸気機関車の発売はなかった。
1978年に廃業した。

## 主な製品
- 国鉄ED11形電気機関車
- 国鉄80系電車
- 国鉄EF65形電気機関車500番台
- 国鉄EF60形電気機関車4次量産車
- 国鉄EH10形電気機関車

## 文献
- 「鉄道模型考古学―草創期から現在まで,製品でつづる16番機関車の歴史」、ネコ・パブリッシング、1998年8月、ISBN 9784873660783。